# Juliana Chaves Santos
Juliana Chaves Santos (Porto Alegre, 13 de junho de 1990) é uma ginasta brasileira, que compete em provas de ginástica artística.
Juliana representou a equipe brasileira que disputou o Campeonato Mundial de Aarhus, em 2006, na Dinamarca. Nele, ao lado de Daniele Hypolito, Laís Souza, Daiane dos Santos, Bruna da Costa e Camila Comin, conquistou a sétima colocação na final por equipes. Individualmente, fora 157ª colocada no solo e 173ª no individual geral, não indo assim, a nenhuma final.